# Comuna Sahnî, Letîciv
Sahnî (în ucraineană Сахни) este o comună în raionul Letîciv, regiunea Hmelnîțkîi, Ucraina, formată din satele Loznî, Maidan-Sahnivskîi și Sahnî (reședința).

## Demografie
Componența lingvistică a comunei Sahnî
     Ucraineană (97,39%)
     Rusă (2,37%)
Conform recensământului din 2001, majoritatea populației comunei Sahnî era vorbitoare de ucraineană (97,39%), existând în minoritate și vorbitori de rusă (2,37%).